# Иванов, Анатолий Васильевич (хоккеист, 1938)
Анатолий Васильевич Иванов (род. 5 декабря 1938) — советский хоккеист, защитник.

## Биография
Начинал играть за молодёжную и вторую команды воскресенского «Химик» в сезоне 1956/57 (в это время за главную команду выступал его полный тёзка 1928 года рождения). В сезонах 1957/58 — 1959/60 играл за МВО Калинин (в первом и последнем сезонах — в классе «А»). Участник хоккейного турнира Спартакиады народов РСФСР 1957—1958 в составе сборной Калининской области.